# West Side Story (musical)
West Side Story é um musical com libreto de Arthur Laurents, música de Leonard Bernstein e letras de Stephen Sondheim. É inspirado por Romeu e Julieta de William Shakespeare. Em 2021, estreará em São Paulo no Theatro São Pedro a nova montagem brasileira de West Side Story, estrelada por Beto Sargentelli e Giulia Ndruz. A direção será de Charles Möeller & Cláudio Botelho e a regência e direção musical será de Cláudio Cruz.
A história se passa no bairro de Upper West Side, em Nova Iorque, em meados dos anos 1950, um bairro de minoria étnicas e classe trabalhadora. (No início de 1960, grande parte do bairro seria desmatada em um projeto de renovação urbana do Lincoln Center, mudando o caráter do bairro). O musical explora a rivalidade entre os Jets e os Sharks, duas gangues de rua adolescentes com diferentes origens étnicas. Os membros dos Sharks, de Porto Rico, são insultados pelos Jets, uma gangue branca. O jovem protagonista, Tony, ex-membro dos Jets e melhor amigo do líder da gangue, Riff, se apaixona por Maria, a irmã de Bernardo, o líder dos Sharks. O tema sombrio, música sofisticada, cenas estendidas de dança e foco em problemas sociais marcou um ponto de viragem no teatro musical americano. As canções de Bernstein para o musical como "Somewhere" tornaram-se bastante conhecidas. 
A produção original da Broadway de 1957, foi dirigida e coreografada por Jerome Robbins e produzida por Robert E. Griffith e Harold Prince, marcou a estréia de Sondheim na Broadway. Realizou 732 performances antes de sair em turnê. A produção foi indicada para seis Tony Award, incluindo Melhor Musical em 1957, mas o prêmio de Melhor Musical foi para The Music Man. Robbins ganhou o Tony por sua coreografia e Oliver Smith ganhou por suas criações cênicas. O show teve uma produção de Londres que ficou mais tempo em execução, vários revivals e produções internacionais, incluindo Brasil e Portugal. Ganhou uma adaptação para o cinema em 1961, dirigida por Robert Wise e Robbins que venceu 10 Óscar incluindo Melhor Filme, Direção e melhor ator e atriz coadjuvante para Rita Moreno e George Chakiris.

## Produções
Começou em 22 de julho de 2008, uma nova produção no Sadler's Wells Theatre, em Londres, e uma turnê no Reino Unido em setembro de 2008. A produção Londres estreou com Sofia Escobar como Maria.
Em 2008 em Portugal estreou no Teatro Politeama com encenação de Filipe La Féria uma versão do musical "West Side Story - Amor Sem Barreiras" com Bárbara Barradas, Rui Andrade, Carlos Quintas, Anabela, Lúcia Moniz, Pedro Bargado, Tiago Diogo, Alberto Villar, Cátia Garcia, etc. Ganhou o Globo de Ouro da revista Caras para Melhor Espectáculo do Ano e ainda recebeu mais nove Prémios atribuídos pelo Guia dos Teatros. Dez anos depois, a peça realiza-se sob a orientação do Conservatório de Música e Artes do Centro, no Cine-teatro Municipal de Ourém
Em 2008, ganhou uma montagem em português no Brasil, estreando no Teatro Alfa, com direção de Jorge Takla, coreografias de Tania Nardini e direção Musical de Gustavo Petri. No elenco estavam Frederico Silveira (Tony), Bianca Tadini (Maria), Sara Sarres (Anita), Luciano Andrey (Riff), Adalberto Halvez (Bernardo) e Francarlos Reis (Doc).
Em 2021, estreará no Theatro São Pedro em São Paulo, a nova montagem brasileira de West Side Story estrelada por Beto Sargentelli e Giulia Ndruz. A direção será de Charles Möeller & Cláudio Botelho e a regência e direção musical será de Cláudio Cruz. 

## Outras leituras
- Vaill, A, Somewhere: The Life of Jerome Robbins, New York: Broadway Books, 2006
- Bauch, Marc. The American Musical. Marburg, Germany: Tectum Verlag, 2003.  ISBN 382888458X described here
- Bauch, Marc. Themes and Topics of the American Musical after World War II. Marburg, Germany: Tectum Verlag, 2001. ISBN 3828811418 described here